# 米倫湖 (上克雷梅爾)
52°43′13″N 13°04′55″E / 52.720143°N 13.081825°E

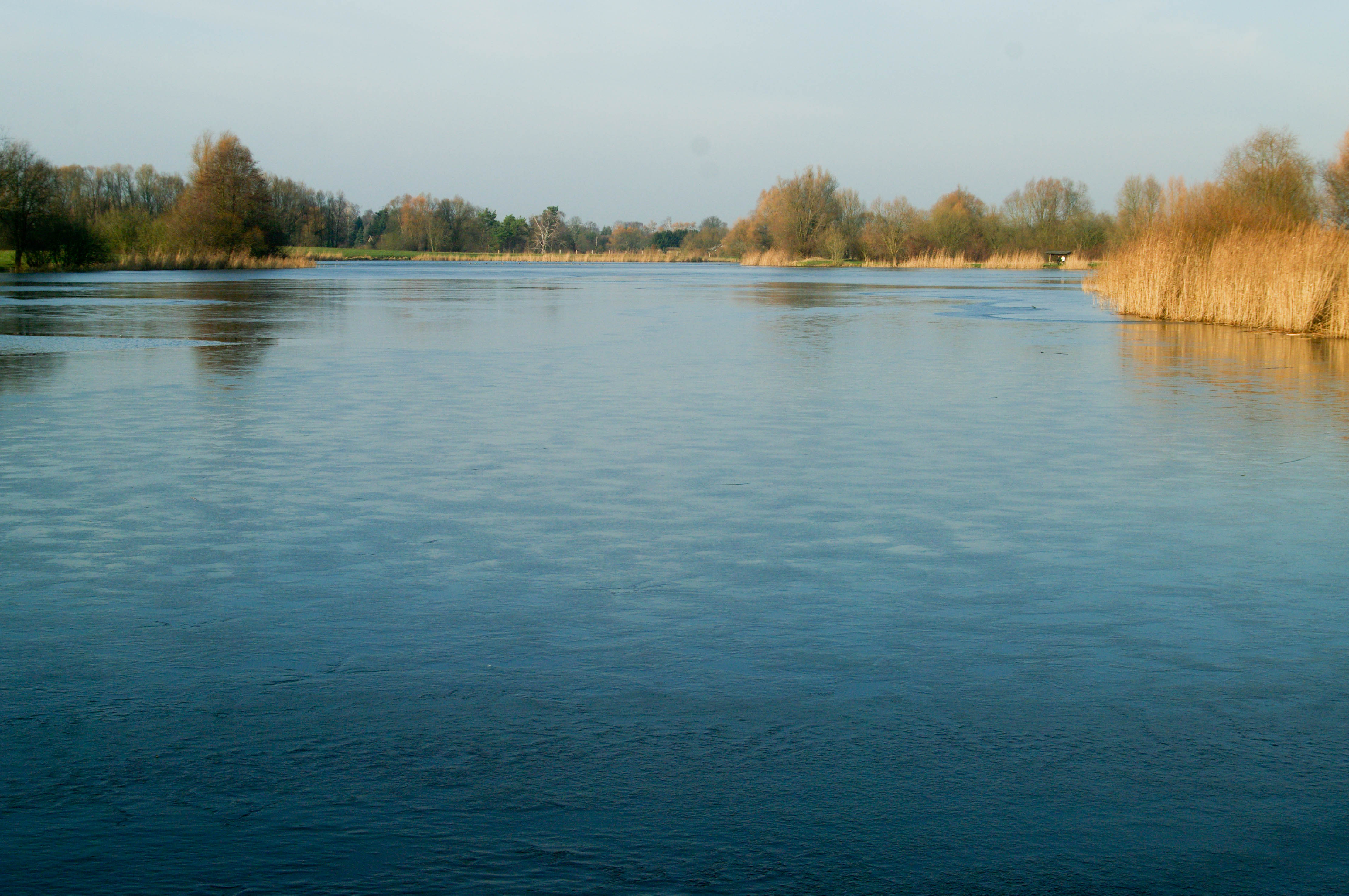

米倫湖（德語：Mühlensee），是德國的湖泊，位於該國西南部，由勃蘭登堡州負責管轄，處於上哈弗爾縣，長1.2公里、寬0.6公里，面積0.51平方公里，最大水深4米。